# Odilón de Cluny
Odilón de Cluny (961/962-Souvigny, 1 de enero de 1049) fue noble francés, que se desempeñó como quinto abad de Cluny, entre 994 a 1049. Es considerado como santo por la Iglesia católica.

## Hagiografía
Hijo de una poderosa familia señorial de Mercœur en Auvernia, es el principal instigador del imperio religioso de Cluny, junto con sus monasterios afiliados. Con el apoyo del Papa, extiende la orden cluniacense desde los Pirineos hasta el Rhin.
Se esfuerza por mantenerse en contacto con los más importantes representantes de la Cristiandad en su tiempo, entre ellos con el rey San Esteban I de Hungría (1000 - 1038), quien luego de 1016 abrió las fronteras de su reino a los peregrinos que iban por tierra a Jerusalén. En una carta deja plasmada su percepción sobre este rey húngaro diciendo: "... en tu alma, se desborda enormemente la religión de Dios y el amor hacia el oficio religioso, pues el mundo entero lo sabe y lo anuncia, y en particular son aquellos los que dan testimonio de esto, quienes regresan a casa de la tumba del Señor (Tierra Santa)".
A Odilón se le atribuyen poderes de taumaturgo, debido a la sanación de un ciego y de otros milagros como la transformación de agua en vino, milagros que suscitaron numerosas vocaciones y numerosos dones para ventaja de la orden de Cluny. Es uno de los promotores de la Paz de Dios y de la Tregua de Dios, así también de la conmemoración de los fieles difuntos, celebrada el día siguiente de la fiesta de Todos los Santos. Para socorrer a los pobres, no titubea en sacrificar una parte del tesoro de su orden. En 1031 rechaza el arzobispado de Lyon. Su pensamiento teológico ha dejado a Cluny una huella importante aún después de su muerte, acaecida en 1049. San Hugo de Semur será su sucesor a la cabeza de la abadía. San Odilón es descrito como:

un pequeño hombre delgado y nervioso[...] Poco elocuente, amaba la autoridad y nunca la escondía, celoso de sus prerrogativas fue un líder enérgico y organizador inigualable. Pero también supo ser dulce y caritativo, comprendiendo mejor que sus contemporáneos, los problemas de su época.

Descansan sus restos en la iglesia rogatorial de Souvigny, cerca de los de Mayolo de Cluny (su predecesor, cuarto abad de Cluny muerto en 994). Su memoria se recuerda el 4 de enero.

## Sucesión
| Predecesor: Mayolo de Cluny | Abad de Cluny 994-1049 | Sucesor: Hugo de Cluny |